# 朱常汭
淳河怀僖王朱常汭（1565年—1592年），号澄源，又号丹霞子，益宣王朱翊鈏第五子，母妃孙氏。生于嘉靖四十四年（1565年）七月初五日，万历九年（1581年）七月十二日册封为淳河王，万历二十年（1592年）三月二十一日薨，年二十八。谥曰怀僖。颇擅诗作，著有《西園雅集》《展謁紀詠》《平台會稿》。

## 家庭

### 妻
- 妃江氏（1568年3月19日—1631年12月31日），嘉禾人，進士、北京光祿少卿江公邑第五女。其墓誌銘譚鍇撰，阮自華書，鄉進士文林郎嘉禾江一躍篆蓋[2]

### 子女

#### 子
- 嫡長子：淳河王朱由栻，乳名嗣宗，配江氏，是廣西全州同知江邦政的女兒，封王妃[2]
  - 第一子：朱慈⿰火奠，配黃氏，是湖廣永州知府黃中峰的女兒[2]
  - 第二子：朱慈⿰火眘，聘羅氏，是進賢羅文燧知縣的女兒[2]
  - 第三子：朱慈㶧，聘徐氏，是庠生徐調元的女兒[2]
  - 第四子：朱慈？，幼，未賜名[2]
  - 第五子：朱慈？，幼，未賜名[2]
  - 第六子：朱慈？，幼，未賜名[2]
  - 第一女：適羅某，少夭[2]
  - 第二女：適張桐鳳，是庠生張瑋第二子[2]
  - 第三女：聘夏九桂，是國賓夏祚敦長子[2]

#### 女
- 嫡長女：石城縣主，乳名衍壽，儀賓夏祚殷，父州判夏禹田，祖父縉紳夏來山[2]

## 壙誌
淳河怀僖王陵位于江西省抚州市南城县洪门镇的益王家族墓群，已被发掘。
| 無 原因：明政府封之 | 明淳河國國王 1581年－1592年 | 繼任者： 子朱由栻 |